# 오만과 편견 그리고 좀비
《오만과 편견 그리고 좀비》(Pride and Prejudice and Zombies)는 세스 그레이엄 스미스의 2009년 패러디 소설이다. 1813년 제인 오스틴의 소설 《오만과 편견》에 좀비 요소를 더하였다. 2009년 4월 쿼크 북스에 의해 출판되었다. 영화화가 확정되어 2016년 공개되었다.